# Château de Busqueilles
Le château de Busqueilles est situé sur la commune d'Autoire, dans le département du Lot. 

## Historique
Le manoir a dû être construit à la fin du XVIe siècle ou au début du XVIIe siècle par la famille Sirot. Les Sirot appartiennent à la noblesse de robe. Jean de Sirot (1590-1676) et son fils Jacques (1633-1731) ont été conseillers du roi auprès du sénéchal de Martel.
La porte d'entrée porte les armoiries des familles Sirot et Lascazes qui étaient alliées au XVIIIe siècle. Il a été remanié dans la seconde moitié du XVIIIe siècle.
Certains éléments font l’objet d’une inscription au titre des monuments historiques depuis le 8 avril 1991.

## Description
Le manoir est composé de deux corps de logis reliés par une tour escalier carrée. Le logis sud comprend deux étages au-dessus de caves. Le logis nord n'a qu'un seul étage.